# Ballets des Champs-Élysées
Les Ballets des Champs-Élysées sont une compagnie de danse fondée à Paris en 1945 par Roland Petit et Janine Charrat et disparue en 1951.

## Historique
Inspirée par les Soirées de danse données au théâtre Sarah-Bernhardt, la compagnie est formée de jeunes danseurs n'appartenant pas au Ballet de l'Opéra de Paris, que viennent de quitter Roland Petit et Janine Charrat.
Malgré le soutien de Jean Cocteau, Boris Kochno et Christian Bérard, les moyens sont au démarrage restreints et Roland Petit, empruntant l'argent à son père, ne peut réunir que quelques danseurs à savoir, outre Janine Charrat, Nina Vyroubova, Ethéry Pagava, Marina de Berg, Hélène Sadowska et Christian Foye.
Hébergée au théâtre des Champs-Élysées depuis le début de l'année, la nouvelle compagnie en devient officiellement le ballet le 12 octobre 1945. Elle peut alors accueillir Ludmila Tchérina, Jean Babilée, Youly Algaroff, Irène Skorik, Nathalie Philippart, Youra Loboff, Roland Petit en étant le maître de ballet, Boris Kochno le directeur artistique et André Girard le premier chef d'orchestre. Petit et Charrat signent en outre la plupart des chorégraphies. La troupe s'étoffe par la suite entre autres  de Renée Jeanmaire (que Petit épousera en 1954), Colette Marchand, Serge Perrault.
Petit, Charrat et Kochno font appel pour leurs productions à des collaborateurs de renom, comme Picasso, Brassaï, Marie Laurencin, Jean Hugo, Christian Dior, Cecil Beaton et Christian Bérard pour les costumes et la scénographie, les arguments des ballets étant souvent écrits par Cocteau.
Les programmes 1948 furent dessinées par Marie Laurencin et Eugène Berman, et dès juin 1950, juste avant la fermeture, musique, choréographie, décors et costumes furent crées par, Boris Kochno, Antoni Clavie, Sauget, Stravinsky, Christian Bérard, Pierre Balmain, Serge Lifar et Stanislas Lepri.
Après de départ de Roland Petit en 1948 pour créer les Ballets de Paris, plusieurs maîtres de ballet se succèdent, dont David Lichine, Léonide Massine ou Ruth Page. Le directeur du théâtre des Champs-Élysées, Roger Eudes, décide de supprimer son soutien en 1950 et la compagnie ne survit qu'un an.
Elle aura fait découvrir une nouvelle génération de chorégraphes et de danseurs comme Jean Babilée, Ethéry Pagava, Violette Verdy et Leslie Caron.

## Répertoire
- Guernica (1945), chorégraphie de Janine Charrat
- Les Forains (1945), chorégraphie de Roland Petit
- Jeu de cartes (1945), chorégraphie de Janine Charrat
- Déjeuner sur l'Herbe choréographie de Roland Petit
- Le Rendez-vous, (1945)
- La Fiancée du Diable (1945),
- Les Amours de Jupiter (1945)
- Le Jeune Homme et la Mort (1946), chorégraphie de Roland Petit
- Le Spectre de la Rose (1946)
- Le Lac des Cygnes (1946-7)
- Los Capricios (1947)
- La Foret (1947)
- L'Oiseau bleu (1947)
- Le Portrait de Don Quichotte (1947), de Millosse
- Le Bal des Blanchisseuses (1947)
- Treize Danses (1947)
- L'Amour et son Amour (1948), choréographie de Jean Babilée
- L'Oeuf a la coque (1948) music Maurice Lepri et Stanslas Lepri
- Les Demoiselles de La Nuit (1948), choréographie de Roland Petit
- Carmen (1949) choréographie de Roland Petit
- Ballabile (1950)
- La Crocquese de diamants, (1950) choréographie de Roland Petit
- Till Eulenspiegel avec Jean Babilée
- La Rencontre d'Oedipe et le Sphinx
- Suite Romantique
- L'Oiseau de feu
- Nocturne de Nepo
- La Mort du cygne
- Fêtes Gallantes
- La Nuit
- Les Biches

## Danseurs et Danseuses
- Roland Petit
- Jean Babilée
- Leslie Caron
- Nathalie Philippard
- Simone Mostovoy Hormel
- Anna Nevada
- Ludmilla Cherina
- Marina de Berg
- Gordon Hamilton
- Oleg Briansky
- Elise Valée
- Ethéry Pagava
- Solange Schwarz
- Irene Skorik
- Helene Sadovska
- Micheline Morris
- Youra Lobov
- Teddy Rodolphe
- Jean Blanchard
- Youri Algarov